# ガタメキラ
「ガタメキラ」は、太陽とシスコムーンの2枚目のシングル。1999年6月23日発売。

## 概要
4か月連続リリースの第1弾となるシングル。オリコン初登場6位を記録した。
タイトルは、その愛を育てなければ、という意味の「Gotta Make it Love」から。
第二電電（DDIポケット）CMソング、テレビ東京系列『アイドルをさがせ!』エンディングテーマ。

## 収録曲
全作詞・作曲：つんく
1. ガタメキラ
編曲：松原憲
2. 月と太陽 -sexy beam remix-
リミックス：本山清治
3. 月と太陽 -more cool remix-
リミックス：M.I.D
4. ガタメキラ (Instrumental)

## 参加ミュージシャン
ガタメキラ
- ベース：山崎洋
- キーボード：加藤一弘
- その他の楽器：松原憲
- バックグラウンドボーカル：太陽とシスコムーン・つんく

月と太陽 -sexy beam remix-
- ベース：松原秀樹
- ギター：加藤薫
- コンガ：GENTA

月と太陽 -more cool remix-
- トークボックス：Como-Lee
- ラップ：U.M.E.D.Y

## カバー
- ZYX - シングル「行くZYX! FLY HIGH」（2003年8月6日発売）のカップリング曲として収録。